# Makedonski Železnici

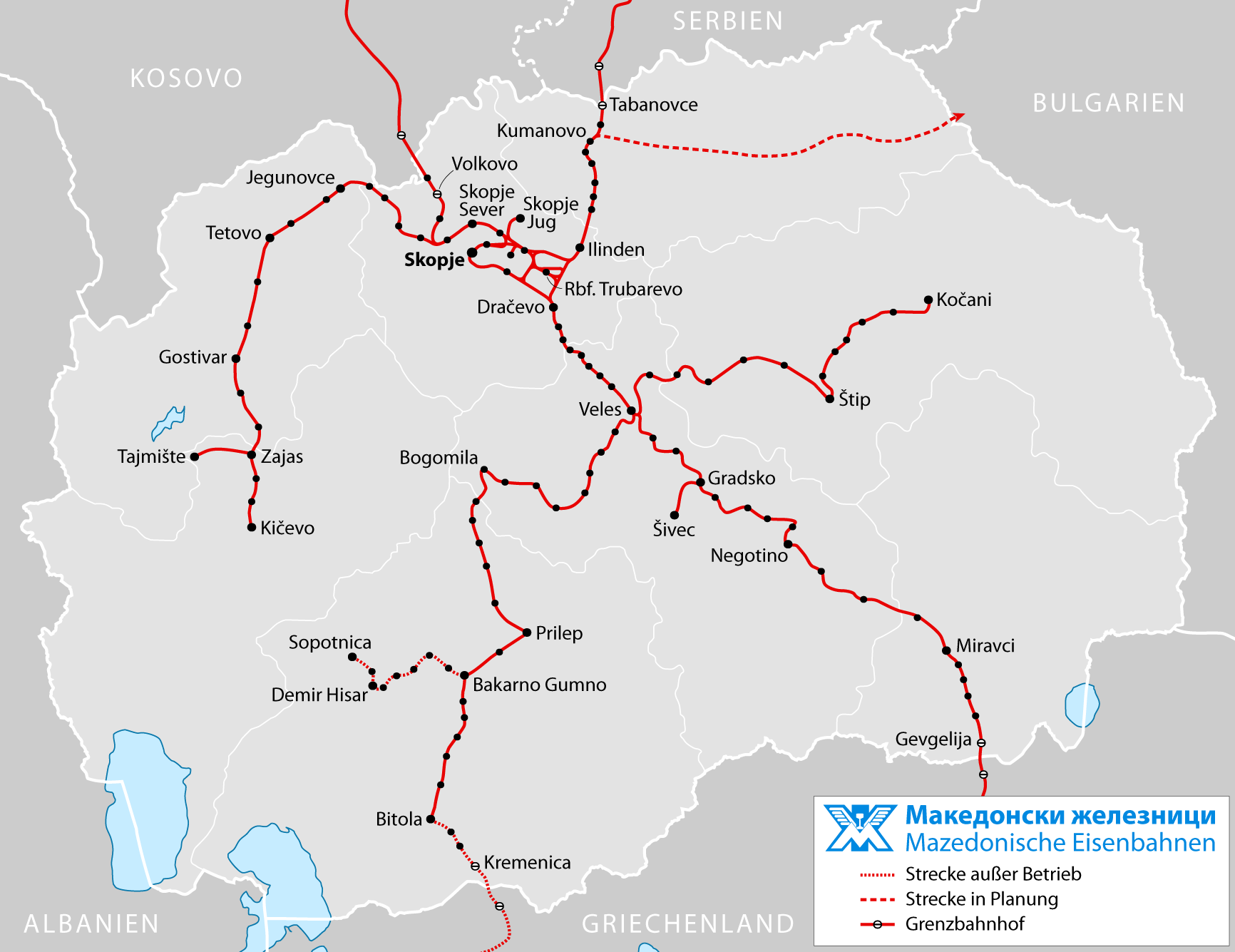
Mapa sieci Makedonski železnici

Makedonski železnici (mac. Македонски железници – МЖ) – dawny macedoński narodowy przewoźnik kolejowy.
Makedonski železnici zarządza infrastrukturą kolejową o długości 925 km o normalnym rozstawie szyn, z czego 315 km jest zelektryfikowanych napięciem 25 kV prądu przemiennego.